# Hippolütosz (ellenpápa)
Hippolütosz, vagy Római Szent Hippolütosz (latinul: Hippolytus), (170 körül – 235) egyházi író, és az első ellenpápa a történelemben. Több egyházi vitában is részt vett, és belelátott az írások értelmezéseibe. Ezért nem akarta elfogadni pápának Calixtust, I. Orbánt és Pontianust sem, és ezért jelölte magát ellenpápának 217-től egészen 235-ig. A keleti egyházak támogatására mindenképpen számíthatott, még ha nem is értett feltétlen egyet azok nézeteivel.

## Élete
Mint minden korai keresztény pápa esetében, Hippolütosz esetében sem tudunk igazán megalapozott tényeket felhozni életének indulásáról és származásáról. Saját életrajzát nem írta le, de fennmaradt egy legenda róla.

### A tudás útján
Hozzávetőleg 170 körül születhetett Rómában, de ez utóbbit sokan elvetik. Az azonban bizonyos, hogy pogány családban látta meg a napvilágot. Életét a birodalom seregéhez csatlakozva folytatta, Valerianus császár uralkodása alatt katonatiszt volt. Ekkor őrizte a fogoly Szent Lőrincet, aki megtérítette Hippolütoszt. Valószínűleg hamarosan kiállt a katonaság soraiból, és a keresztény tanokkal egyre közelebbről ismerkedett meg. Megtanult írni és olvasni. Photius azt írja róla, hogy magának Iréneusznak volt a tanítványa.

### Egyházi élet és ellentét
Sokat olvasott, és elkezdett írni is. Hamar megismerkedett Zephyrinus püspökkel, aki presbiterré tette meg és taníttatását személyesen felügyelte. Nemsokára az egész keresztény világban elterjedt Hippolütosz kiemelkedő teljesítménye tanulmányaiban és ékesszólásában.
Mivel egyre alaposabb ismeretekre tett szert a szentírásban, saját véleményt kezdett formálni az egyházról. Gyakran bírálta Zephyrinust, mert szerinte túl engedékeny volt több eretnek irányzattal, sőt még néha pártjukra is állt. A konzervatív nézeteket valló Hippolütosz az egyre romló egyházi erkölcsök, a szabályok tiszteletének hiánya miatt döntött úgy, hogy nem fogadja el pápának Calixtust, és ellenpápaként küzd majd ellene.

### Ellenpápaság
Eleinte külön egyházat szervezett maga körül, és annak élére állva toborozta híveit. Azonban az új pápa kinevezésekor követőinek támogatásával kettészakította a keresztény egyház fő tisztjét. Így lett ellenpápa, ugyanazon egyház nem legitim vezetője. Az egyház megtisztítását hirdette, és amikor I. Calixtus pápa meghirdette a megbánt bűnök bocsánatát nyíltan szembefordult vele. Az írást nem hagyta abba, és több értelmezést, kommentárt is kiadott kezei közül. Az élénk viták Calixtus halála után is folytatódtak.

### Szardínia
Heves szónoklatok, vitaírások, megbeszélések követték egymást, és immár a harmadik pápa ülhet Szent Péter trónjára. Ekkor történt, hogy a Római Birodalom élére Maximinus Thrax császár állt, aki felújította a keresztényüldözéseket. Ennek során fogságba esett Hippolütosz és Pontianus pápa is. 235-ben mindkettőjüket Szardínia bányáiba deportálták, és ott kellett dolgozniuk valószínűleg életük végéig. A szardíniai rabság idején kibékült Pontianusszal, majd kölcsönösen lemondtak a pápaságról, Anterósz javára. Ezzel véget ért az első kettős pápaság intézménye. A hagyomány szerint itt érte őket a halál. Fabianus pápa évek múltán Rómába vitette földi maradványaikat, és ott eltemettette őket. Hippolütosz a Via Tiburtina menti temetőben nyugszik. A megbékélés után a keresztény egyház vértanúvá és szentté fogadta Hippolütoszt. Ünnepét augusztus 13-án tartják.

## Munkássága
Műveit görögül írta meg, ami közrejátszott abban, hogy azok nagyrészt ismeretlenek maradjanak a latinul beszélő klérus számára. Pedig Hippolütosz nagyon széles műfaji palettát tudhatott magáénak. Írt szövegmagyarázatokat, hitvédelmeket, szentbeszédeket, és az egyházi jog első útmutatásait is betűkbe öntötte. Node hamarosan megfeledkezett róla az egyház. Legtöbb írása nem maradt fenn eredeti alakban, hanem főleg a keleti szláv egyház szerzeteseinek másolataiban öröklődtek át a mai korba. Ezeknek egy része nem hiteles, másrészről pedig ezek az iratok is sérülten, hiányosan kerültek elő.
Munkássága során tanulmányt írt az eretnekségek megcáfolására, ez volt a Szüntagma. De nem ez volt az egyetlen írása ebben a témában. Az eretnek tanokat különböző pogány filozófiákból levezető Philoszophumena is nagy jelentőségű művei közé sorolandó. Az apostoli hagyomány című alkotásában kora liturgikus gyakorlatát írta le. Ezzel ez volt az első kísérlet arra, hogy egy egyházi tankönyv szülessen. Kommentárt írt Dániel könyvéhez, az Énekek énekéhez és a Teremtés könyvéhez is. Sokat foglalkozott a húsvét időpontjának meghatározásával, és Szent János logosz-tanait is védte egyik művében.